# فرقة المظلات الثالثة (ألمانيا)
فرقة المظليين الرابعة، كانت فرقة نخبة في سلاح الجو الألماني خلال الحرب العالمية الثانية.

## التاريخ
تم تشكيلها في البندقية في إيطاليا، في نوفمبر 1943، من عناصر من فرقة فولزشيرجير ومتطوعين من فرقتي المظلات الإيطالية 184 و185 المحمولة جواً.  كانت أول أعمالها القتالية ضد عملية إنزال الحلفاء في أنزيو ( عملية القوباء المنطقية ) كجزء من I. Fallschirm Korps في يناير 1944.
كانت آخر وحدة ألمانية تغادر المدينة في 4 يونيو؛ وانسحبت باتجاه فيتربو سيينا فيرينزي وتمكنت بعد ذلك من إيقاف الحلفاء عند فوتا.  في شتاء 1944/1945 تم وضعها على الخط القوطي. في مارس 1945، اضطر القسم إلى إرسال الكتيبة الثانية وفوج 12 فولشيرجيرجير والفيلق الثاني من كتيبة بايونير إلى فرقة فولزجيرجير 10 الجديدة التي تم تشكيلها في النمسا. ثم قاتل في ريميني وبولونيا واستسلم للحلفاء في أبريل 1945. 

## جرائم حرب
تورطت الفرقة في مذبحة بيديسكالا ( فينيتو )، في الفترة من 30 أبريل إلى 2 مايو 1945، عندما تم إعدام 63 مدنيا.  

## ترتيب المعركة
هيكل الفرقة: 
- المقر
- فوج المظليين العاشر
- فوج المظليين
- فوج المظليين
- فوج المظليين المدفعية الرابعة
- كتيبة المظليين تانك المدمرة الكتيبة الرابعة
- كتيبة المظليين الهندسية الرابعة
- كتيبة إشارة المظليين الرابعة
- كتيبة المظليين المضادة للطائرات الرابعة
- كتيبة المظليين الثقيلة هاون كتيبة الرابعة
- كتيبة المظليين الميدانية الرابعة
- كتيبة المظليين مجموعة التموين الأقسام الرابعة

## قائد
- هاينريش تريتنر